# Mexikanische Seerose
Die Mexikanische Seerose (Nymphaea mexicana, Syn.: Nymphaea flava Leitner ex Audubon, Castalia flava (Leitner ex Audubon) Greene), auch Gelbe Seerose (englische Trivialnamen Mexican Waterlily, Yellow Waterlily oder Banana-Waterlily) genannt, ist eine Pflanzenart aus der Familie der Seerosengewächse (Nymphaeaceae).

## Beschreibung

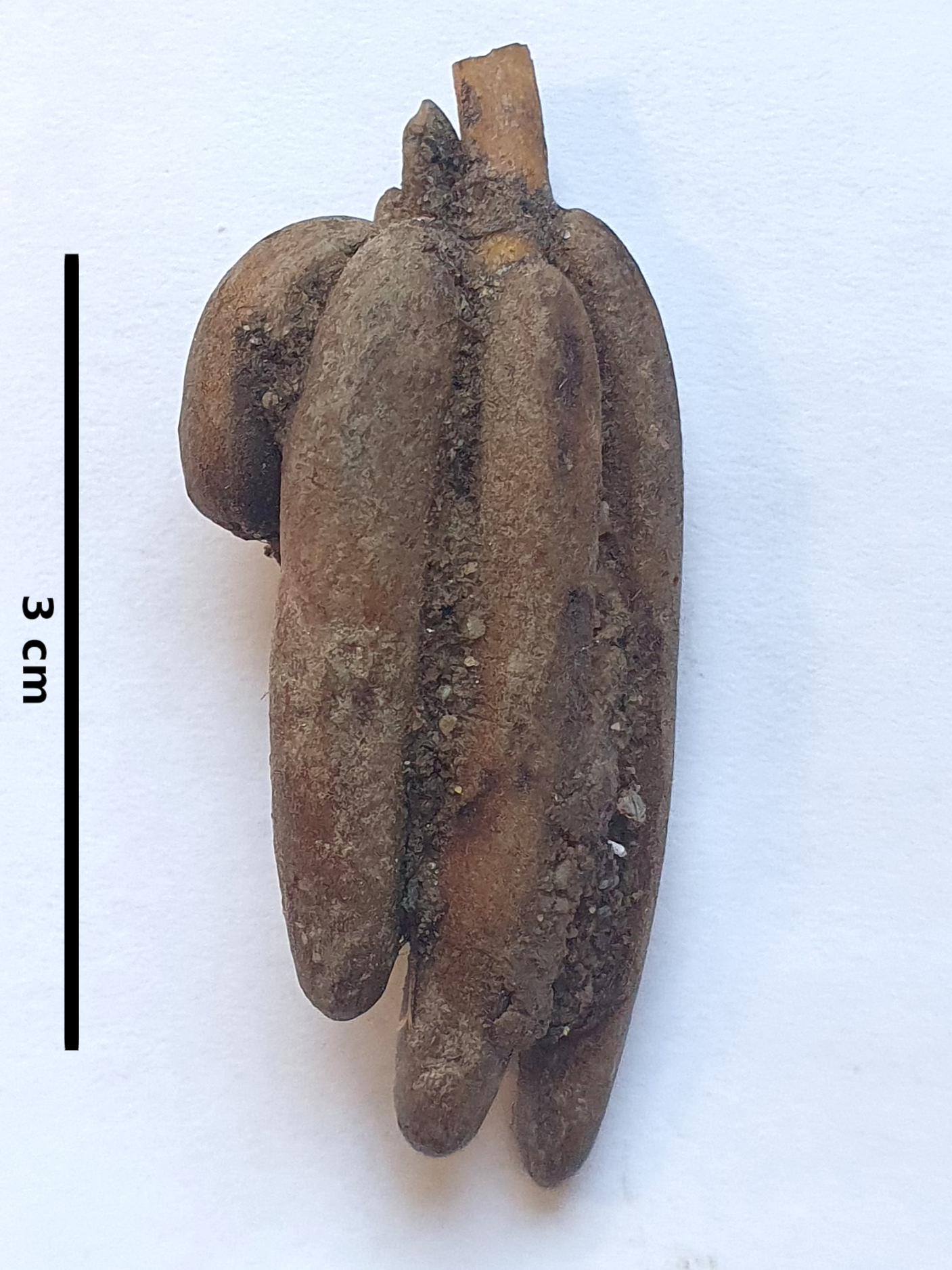
Nymphaea mexicana Zucc. Stolon mit Maßstab (3 cm) auf einem weißen Hintergrund

Die Mexikanische Seerose ist eine mehrjährige krautige Pflanze. Diese Wasserpflanze bildet ein unverzweigtes, bis zu 30 cm langes, aufrecht im Gewässergrund wachsendes Rhizom. Diese Seerosenart vermehrt sich nicht wie andere Arten dieser Gruppe durch Seitentriebe am Rhizom, sondern sie bildet bis zu 1 m lange Ausläufer (Stolonen). An deren Ende entsteht eine neue Pflanze oder bananenförmige „Überwinterungssprosse“. Deshalb auch der englische Name Banana-Waterlily.
Die Laubblätter sind lang gestielt. Die schildförmige (peltate) Blattspreite ist oval bis rundlich und besitzt einen dunkelgrüne Farbe mit braunroten Flecken. Der Blattrand ist unregelmäßig gezackt.
Die gelben und bis zu 15 cm einzeln über dem Wasser stehenden, zwittrigen Blüten weisen einen Durchmesser von etwa 8 bis 11 cm auf. Die vier freien Kelchblätter sind gelblich grün und oft rötlich getönt. Die zwölf bis 30 freien Kronblätter sind gelb. Die etwa 50 bis 60 freien, fertilen Staubblätter sind gelb.
In einigen Fällen sind die Blüten dieser Art zur vegetativen Fortpflanzung umgebildet. Dieses Charakteristikum teilt Nymphaea mexicana mit Nymphaea lasiophylla, Nymphaea prolifera und weiteren Arten.
Die kugeligen Samen weisen einen Durchmesser von etwa 5 mm auf.
Nymphaea mexicana blüht von Juni bis September.
Die Chromosomenzahl beträgt 2n = 56, 82 oder 84.

## Systematik
Die Sorte Nymphaea mexicana 'Cape Canaveral' (Nymphaea mexicana f. canaveraliensis) ist in allen Teilen größer, d. h. die Blätter haben einen Durchmesser von bis zu 23 cm und die Blüte 15 bis 20 cm. Außerdem erblüht sie in einem intensiveren gelb.
Die Mexikanische Seerose ist nicht – wie oft behauptet – eine tropische Seerose, sondern gehört zu den winterharten Seerosen (Untergattung: Nymphaea), zu der auch die Weiße Seerose (Nymphaea alba) gehört (siehe auch Grafik „Stammbaum der Seerosengewächse“). Aus diesem Grund kann sie auch zum Kreuzen mit anderen winterharten Seerosen verwendet werden. Dennoch ist sie in unseren Breiten nicht winterhart.
Die Naturhybride von Nymphaea mexicana mit Nymphaea odorata wird Nymphaea × thiona D.B.Ward genannt.

## Verbreitung und Lebensraum
Die Mexikanische Seerose kommt im südlichen Mexiko und südlichen Teilen der Vereinigten Staaten vor, im südlichen Alabama, in Florida, im südöstlichen Georgia, im südlichen Louisiana, im südlichen Mississippi, im östlichen North Carolina, in South Carolina, in Arizona, Texas und sogar im südöstlichen Oklahoma.
Das Vorkommen der Sorte Nymphaea mexicana 'Cape Canaveral' beschränkt sich ausschließlich auf Florida. Dort wurde sie von Frase 1958 auf dem NASA-Gelände bei Cape Canaveral entdeckt.
Nymphaea mexicana wächst üblicherweise in einer Wassertiefe von etwa 30 bis 40 Zentimetern.

## Weitere Bilder
Mexikanische Seerose (Nymphaea mexicana):

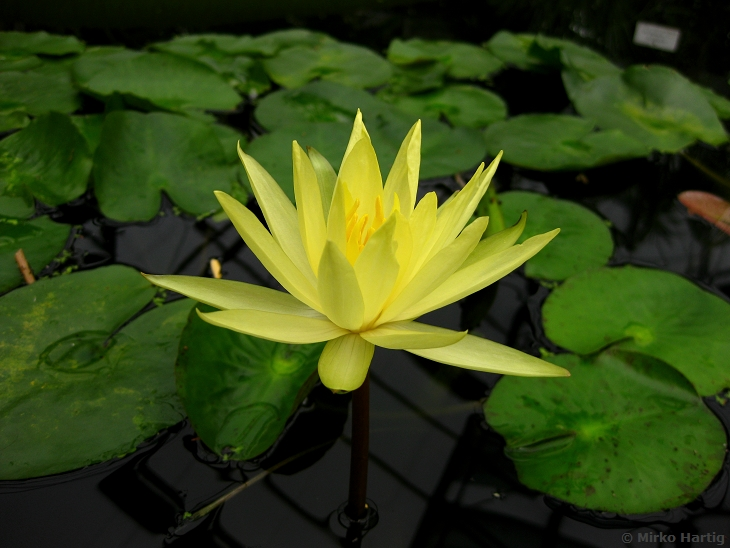
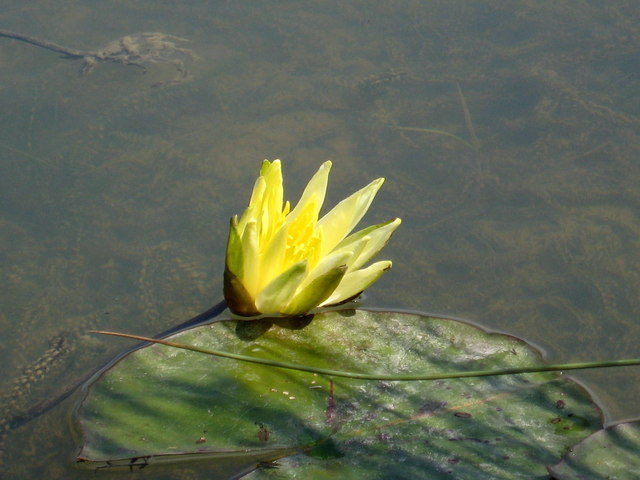
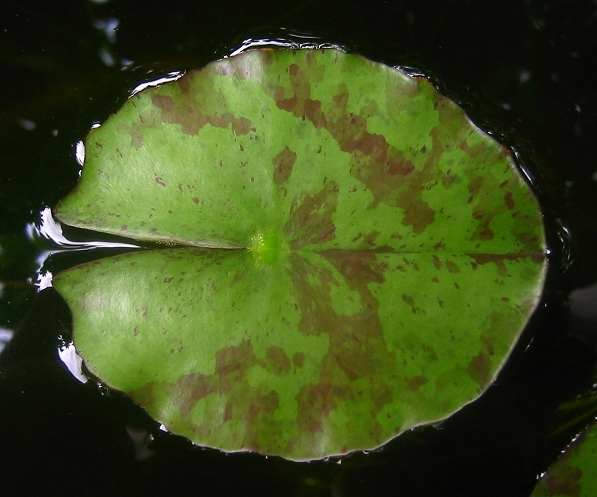
Blattspreite